# 价川站
川站是朝鮮民主主義人民共和國平安南道价川市的一個鐵路車站，属于满浦线、价川线和朝阳煤矿线。

## 邻近车站
满浦线
泉洞站 - 价川站 - 院里站
价川线
雲興里站 - 价川站
朝阳煤矿线
价川站 - 旧邑站